# 競走馬

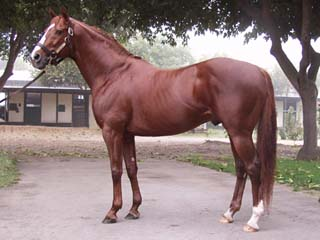
サラブレッドのジェントルメン（馬名）

競走馬（きょうそうば）は、競馬などの競走に用いられる馬の総称。競走用に改良されていることが多い。以下、競走馬に関する様々な事柄に関して記述する。
なお、競走馬の血統や配合に関する事柄については「競走馬の血統」を参照。

## 概要
競馬の黎明期においては競走馬という専門的な品種は存在せず、日常的に乗用馬や農耕馬として用いられていた馬が競馬に出走していた。やがて競馬が専門化すると競走用の馬種が模索されることとなった。イギリスではアラブ種を改良したサラブレッドを普及させ、現在は世界各国の平地競走や障害競走ではサラブレッドが主流となっている。また平地競走でも1/4マイル程度の短距離で行われるクォーターホース競馬もアメリカを中心に人気が高く、繋駕速歩競走ではスタンダードブレッドが用いられている。
この他、日本独自のばんえい競走では、ペルシュロンなどの大型馬（重種馬）を混血化した日本輓系種という独自の馬種も存在する。
なお、第二次世界大戦後の日本の平地の競馬競走では、地方競馬を中心に、アングロノルマンやアングロアラブなどによるレースも行われたが、現在ではいずれもレースが廃止され、これらの種は日本では生産されていない。また、繋駕速歩競走もかつては中央・地方で行われ、そのためのスタンダードブレッドの生産も広く行われていたが、これも繋駕速歩競走の廃止により生産規模が縮小し、現在では北海道の道東地区で細々とアマチュアレースが行われるのみになっている。

## 競走馬として用いられる馬の品種
- 平地競走用
  - サラブレッド
  - サラブレッド系種
  - アングロアラブ
  - アラブ系種
  - アラブ種（フランス、中東など）
  - クォーターホース
  - 済州馬（韓国・済州島）
- 障害競走用
  - サラブレッド
  - セルフランセ
- 繋駕競走用
  - スタンダードブレッド
  - その他トロッター
- ばんえい競走用
  - ペルシュロン
  - ブルトン
  - ベルジャン
  - 半血（上記3品種の純血種同士の混血）
  - 日本輓系種（半血・あるいはそれ以外の種との混血。かつては半血と表記していたが、2003年以降の生産馬はこう呼ぶことになった）

なお、かつて（明治以降、おおむね1950年代前半まで）の日本においては、馬資源の不足などの理由から品種を問わず平地競走にも用いられていた。

## 競走馬の生産・育成の過程
ここでは、主に日本での競走馬の生産・育成の過程を記載する。馬齢については2001年以降の新表記で記す。

### 生産地
日本はアメリカ合衆国、オーストラリア、アルゼンチン、アイルランドに次ぐ世界第5位のサラブレッド競走馬生産国で、北海道の日高地方、青森県、岩手県に競走馬を生産する牧場が多い。ばんえい競走の重種馬では北海道の各地で生産されている（日高地方における馬産の詳細については「日高支庁における競走馬の生産」参照）。九州でも主に南九州地方（熊本県・宮崎県・鹿児島県）での生産が盛んではあったが、年々北海道にとって代わられたため生産馬は減少傾向であり、生産奨励の観点から中央競馬のうち小倉競馬場の夏季の開催においては「九州産馬限定」の競走が数競走（新馬戦・未勝利戦・ひまわり賞）が編成されており、同様にかつて中央競馬で実施されていた九州産馬限定競走の「霧島賞」「たんぽぽ賞」が地方競馬の佐賀競馬場に移管されて実施されている。

### 種付け
種付けとは種牡馬と繁殖牝馬を交配させ、繁殖牝馬を妊娠させること。一般に、毎年春に起こる牝馬の発情にあわせて行われる。なお、サラブレッド及びアラブ種では、他の家畜では一般的な、人工授精によって競走馬を生産することは国際血統書委員会（ISBC）によって禁止されている。スタンダードブレッドやクォーターホースは人工授精が許可されているが、日本で競馬目的に生産されることはない。

### 出産・離乳
ウマの妊娠期間は約330日で、それ以上の例もある。出産時期は2 - 6月頃である。生まれた仔馬は出産から約6か月で母馬から強制的に引き離される（これを「離乳」もしくは「子別れ（仔別れ）」と呼ぶ）。
母馬から仔馬を引き離す方法は牧場によって様々だが、一時的なものとはいえ離乳により母馬・仔馬の双方が受けるストレスは少なくない。そのため最近ではストレスを軽減する目的で、社台グループなどでは放牧地で仔馬が母馬から離れて仔馬だけのグループを形成するようになるのを待って母馬を引き離す方法を採用しつつある。
日本では、その年生まれた馬「当歳（0歳）」のことを、北海道の方言で「とねっこ」という。

### 馴致
競走馬として扱われることにウマを慣れさせることを馴致またはブレーキングという。最も初歩的な馴致は人間の存在に慣れさせることであり、これは一般に牧場で行われる。1歳になると馬具の装着に慣れさせることに始まり、最終的には人間が騎乗することに慣れさせる（騎乗馴致）。繋駕速歩競走では側対歩あるいは斜対歩で人を乗せた繋駕車を引っ張れるように馴致する。

### 育成
厩舎に入る前の仔馬に対し、競走馬としての基礎的なトレーニングを積ませることを育成という。狭義の育成は1歳後半から2歳の前半にかけて育成牧場で行われる騎乗馴致、騎乗訓練、調教（後期育成）を指す。広義の育成は誕生から離乳までの間にある仔馬に対して人とのスキンシップに慣れさせるプロセス（初期育成）と、当歳の終わりから1歳の後半にかけて行われる人とのスキンシップに慣れさせつつ行われる初期の騎乗馴致（中期育成）を含む。中期育成の段階で昼夜放牧やセリ馴致（駐立や挙肢などセリ市での望ましい振る舞いを仔馬に覚えさせる）をおこなう。
1960年代以前は一部の大規模な生産牧場を除き、生産牧場は文字通り生産のみを行い、競走馬は厩舎で馴致・育成・調教が施されていた。1970年代入ると馬産地や中央競馬トレーニングセンター周辺にある育成牧場で馴致・育成が行われた後で厩舎へ送られる競走馬が増加していった。1980年代に入ると生産牧場から直接厩舎へ競走馬が送られることはなくなり、全ての競走馬が育成牧場を経由するようになった。また、中央競馬所属の一部の競走馬については馬産地の育成牧場とトレーニングセンター周辺の育成牧場との間での役割分担が成立し、生産牧場→馬産地の育成牧場→トレーニングセンター周辺の育成牧場→厩舎というプロセスで馴致・育成・調教が行われるようになった。このプロセスは1990年代以降、日本の競馬界における一般的な馴致・育成・調教のプロセスとなった。

### 馬主による購入
競走馬用のウマは当初は生産者が所有するが、やがて馬主によって購入される。一般的な時期は生まれた直後から2歳にかけてである。購入方法はセリ市（セール）による場合と、生産者と馬主の直接取引（庭先取引という）による場合とがある。欧米ではセリ市での取引が主流である。馬によっては引き続き生産者自身が馬主となり、競走に出走させる場合もある。購入に関しては馬主や生産者と関係が深い調教師や家畜商が仲介したり斡旋したりする場合も多い。
また、日本においてはあまり一般的ではないが、ピンフッカー（Pinhooker）やコンサイナー（Consigner）と呼ばれる業者が介在する場合もある。ピンフッカーは0歳ないし1歳馬を購入して育成や調教を加えて市場価値を高め、2歳時に高値で転売することを目的とする。コンサイナーは生産牧場から馬を預かり、セリ市での見栄えをよくするために育成・調教、さらには宣伝を行って高値で売却されるよう活動する。日本では、育成牧場の経営者がコンサイナーを営む場合も多い。
日本中央競馬会（JRA）には、かつては生産者から自らが購入し、育成した後に抽選で馬主に販売する、という抽せん馬の制度もあった。現在は法改正に基づきこれを改める形で、購入して自ら育成した後に競り市で販売するという制度を行っており、ピンフッカー的なものに移行しているといえる。

### 競走馬登録・入厩
競走馬として登録され、デビューに備えて管理にあたる調教師の厩舎（トレーニングセンター）に預けられる。入厩の時期は一般に2歳の春から夏にかけてである。なお、競走に出走するまでに競走馬名が決定する（それ以前は幼名を用いたりする）。
競走馬名に関するルールの詳細については、「競走馬名」を参照。

### 競走生活
日本においては2歳の春（4月-7月頃）以降、競走に出走することとなる。なお、出走に際してはゲート発走検査など、競走馬としての基本的な能力を確認する検査があり、事前にこれに合格した馬のみが出走可能となる。逆に、驚異的な潜在能力の高さで話題になるほどの馬であっても、ゲートを嫌がるなどして発走検査を何度繰り返しても受からず、ついに競走馬としてデビューできなかった例も存在する。また、中央競馬において失明馬については、JRAの競走馬登録を受ける前の場合は一眼・両眼問わずいずれの競走にも出走できないが、競走馬登録以降に関しては一眼失明の場合のみ、平地競走に限って出走できる。
地方競馬の場合、新馬は「能力試験」、転入馬、休み明けの馬は「調教試験」として実際にレースと同様に走行して、問題なく発走・走行ができるか、一定の距離を定められた時間設定の範囲内で走る能力があるかも確認される。
一定の期間は出走経験のない競走馬のみが出走することのできる競走（新馬戦）が主催者によって用意されるが、日本以外では新馬戦という競走ではなく未勝利戦と呼ばれる未勝利馬による競走が一般的である。競走生活は一般的に5歳前後まで続く。なお、競走を重ねるにつれて、個々の競走馬の能力や適性が次第に明らかになる。
当然ながら、成長（馬体重）には個体差がある。中央競馬における最少体重優勝（2019年12月時点）は、2019年9月28日のメロディーレーンの338kg。逆に3歳で600kgを超える競走馬もいる。
競走馬の故障・疾病に関する詳細については「故障#概要」を参照。

#### 競走馬（牡馬）の去勢
オスの競走馬（牡馬）について、競走時に興奮しやすい難点を抱え、これが競走能力を妨げていると判断された場合、気性を穏やかにし、能力を発揮しやすくするために去勢がなされることがある。この去勢された牡馬は騸馬として区別される。
去勢によって能力が開花する馬も多く見られるが、一方で去勢によって繁殖能力を喪失するため、競走の主目的として優秀な繁殖馬の選定を謳っているクラシックなどの一部の重要な競走について、出走権が無いという制限がある。
また、特に障害競走においては、牡馬は去勢しないと危険である（事故の危険が高まる）とされる。英仏やオーストラリア、ニュージーランドなど障害競走を有する多くの国では、障害馬はほとんどが騸馬である。しかし日本においては障害馬でも去勢されないことが圧倒的に多い。
香港のように競馬は存在するが馬産がない地域では、気性が荒くなくても去勢されることが多い。アメリカやイギリスなど馬産のある国でも、繁殖能力選定競走であるクラシックレースで活躍できなかったり、一定の年齢を過ぎても能力が開花しなかったりすると多くの場合は去勢される。
日本では、騸馬の活躍馬にレガシーワールド（1993年・ジャパンカップ優勝）、マーベラスクラウン（1994年・ジャパンカップ優勝）などがいる。なお、騸馬の騸を騙と書くのは誤表記である。

### 競走生活からの引退

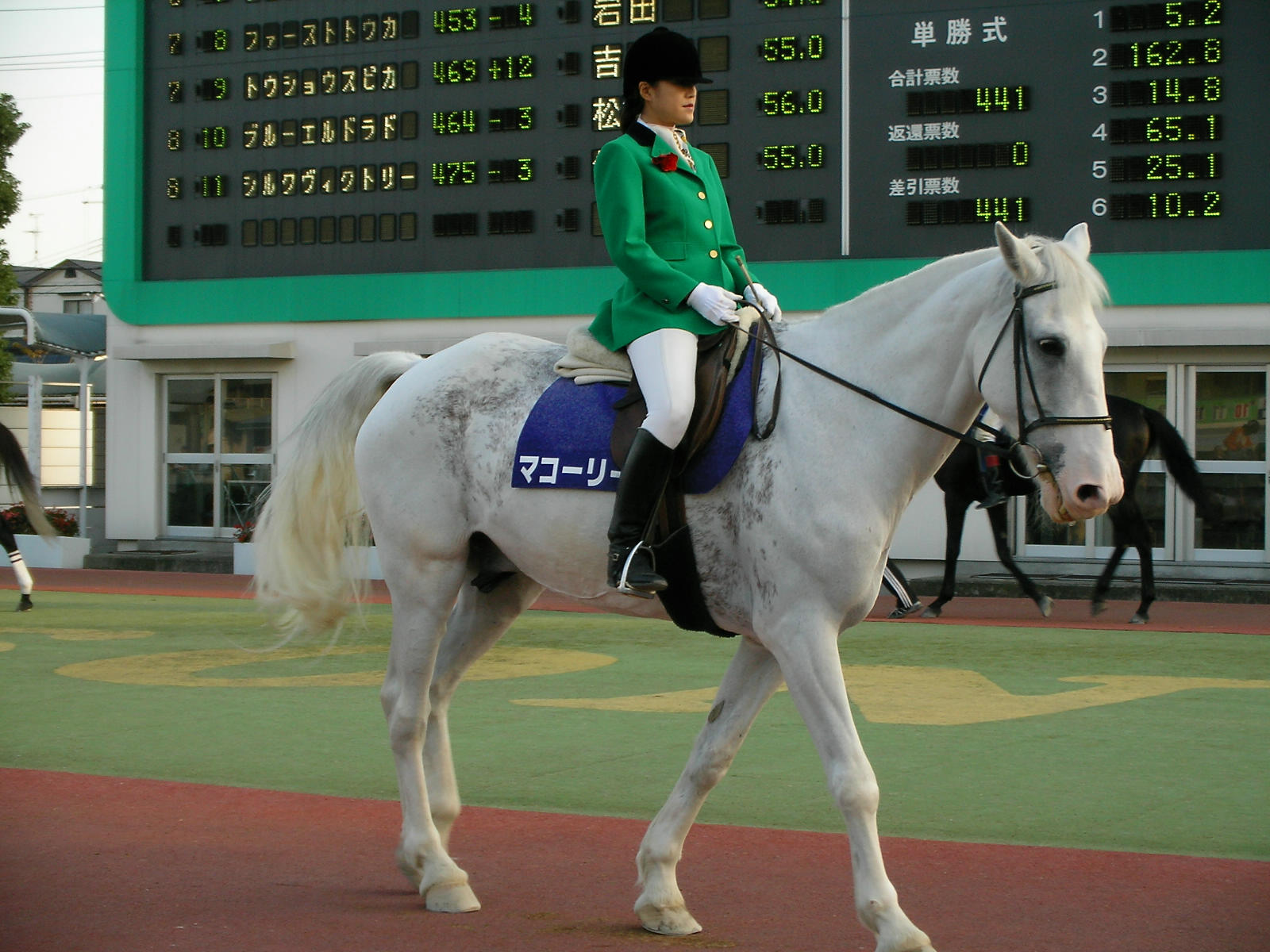
園田競馬場の誘導馬マコーリー

競走馬が引退する時期については、種牡馬や繁殖牝馬としての期待の大きさや健康状態、馬主の意向など様々な要因が作用する。なお、現在の日本においては、競走生活を引退した後に種牡馬または繁殖牝馬として産駒を生み出した馬が、再び競走馬となることはできない（過去には、かなり昔の例ではあるがヒサトモや、オンワードゼアの様な例がある）。
競走生活を引退した馬のその後の用途・生活としては、
- 種牡馬や繁殖牝馬
- 競馬場の誘導馬
- 馬術競技
- 乗馬
- 競走馬の育成や、農業系学科の教育機関（高校・大学）の実習などに従事する使役馬
- 警察騎馬隊への入隊（京都府警察平安騎馬隊、皇宮警察本部騎馬隊、警視庁交通部第三方面交通機動隊騎馬隊）[10]

などの選択肢がある。この他に馬主の飼い馬になったり、生産牧場や観光施設などで功労馬などとして飼われたりする場合もある。
また、乗馬の一部であるが、相馬野馬追（相馬市）の様な伝統的な馬事文化が存在する地域や草競馬が盛んな地域では、これに参加することを目的とした個人に繋養される馬も少なからず見られ、その多くは元競走馬である（ごくまれに元競走馬が再度競走馬登録して復帰する例もある。2010年のばんえい競走では、11歳で草ばん馬に転向し一旦競走馬登録を抹消されたものの、各種の事情が重なり2年後に再度競走馬登録し勝利を挙げたゴールデンバージや、2013年のホッカイドウ競馬では当初は競走馬を目指そうとしたが諸事情で未出走で登録抹消しエンデュランス馬術競技用の乗馬に転向したものの、13歳で再度競走馬に転向、能力検査に合格し競走馬になったマーチャンダイズの例が存在する）。
日本における競走馬登録抹消の主な理由は以下の通りである（2001年の統計）。
- 1位 時効 - 3991頭
- 2位 乗馬等 - 2886頭
- 3位 繁殖 - 1319頭

1位の時効は地方競馬のみに存在するシステムであるが、これは長期間の不出走により競走馬登録を自動抹消となったことを意味する。1年以上出走していない競走馬については、NARが毎年4月と10月の年2回、馬主などの関係者に出走継続の意思の有無について確認を行い、出走意思がある場合は関係者が所定の手続きを行うことになるが、この手続きによる意思表示が確認できなかった馬は時効による自動抹消の対象となる。馬主側からの申告による登録抹消を「申請抹消」と呼ぶのに対し、時効による自動抹消は「時効抹消」と呼ばれる。地方競馬では繁殖に上げる馬以外についてはこの「時効抹消」が広く用いられており、時効抹消となる場合、実際の退厩（引退や死亡）から登録が抹消されるまでに1年以上を要する。申請抹消（退厩直後に申請され、抹消理由の明記も必要）に比べると時効抹消は登録抹消後の馬の消息がわかりにくくなるため、動物愛護の観点から問題があるとも指摘されている。
後2者はいわば再利用という形で第二の人生（馬生）を歩むことになるが、時効を迎え、もしくは充分な競走能力がないことが判明し、かつ引き取り手のいない馬の場合には、日本やフランスなど馬食文化が存在し、馬を飼っておく場所が限られる国・地域においては、かなりの割合が食肉（動物飼料・加工用、一部人間用）として処分されることになる。乗馬などの場合においても、皐月賞馬ハードバージのように使役馬として酷使された結果、斃死した例もある。また、競走馬を乗馬に調教するためには少なからぬ手間と費用を必要とし、調教が成功したとしても初心者に乗りこなすのは難しい。日本においては、名目上乗馬に用途変更された馬であっても実際には消息不明になることが多く、その大部分はやはり屠殺されていると言われる。
軽種馬の統計上、用途変更に関する統計は存在するため競走用から乗用、使役用などに転用となる数は明らかだが、食肉用という分類が存在しない。肥育用という分類は存在するが、肥育用馬の統計には馬の種類の区別がないため、競走馬が最終的にどれだけ食用になったかを示す統計は存在しない。なお、JRA が、海外に居住しながら JRA の馬主登録を行う本邦外居住者馬主申請者向けの資料によると、「日本には、フランス等と同じく馬肉食の文化があり、引退した競走馬についても一部加工食品の原料として利用される場合もあります。」と明記しており、これまで公然の秘密であった引退後の競走馬の食肉用途への転用が間接的ではあるがJRAも認知していることが裏付けられる。
朝日新聞によると、日本では年間約5000頭の競走馬が引退し、このうち繁殖用などで余生を送るのは1200頭ほどで、多くの引退馬は命を絶たれている。
欧米においては馬に余生を安楽に過ごさせるための牧場が設置されているが、経済的問題や用地・人材確保の問題があるため、こういう場所で余生を送ることができる馬はごく一部に過ぎない。岡山県吉備中央町はふるさと納税による寄付も活用して、地元の岡山乗馬倶楽部と連携し、気性の荒い競走馬をアニマルセラピーや神事向けに再調教している。引退競走馬のファンが集まる日本サラブレッドコミュニティクラブ（TCCJAPAN）がJRAの栗東トレーニングセンター（滋賀県栗東市）近くで、アニマルセラピーなど引退競走馬との交流を行う施設「TCC PARK RITTO」の開設を計画している。NPO法人引退馬協会のように、再調教と譲渡により処分される馬を減らそうという活動もあり、競馬ファンなどから活動資金の寄付もあるという。
日本でも競馬に関する関係諸機関により、引退競走馬の養老・余生などの諸問題や馬の福祉（アニマル・ウェルフェア）充実を図るため、2017年から農林水産省・JRA・地方競馬全国協会・生産者の代表などにより構成された「引退競走馬に関する検討委員会」が設置されて、競馬サークル全体で問題意識を共有しその状況の改善等に向けて継続的・安定的な取り組みを行ってきた。2024年から中央競馬・地方競馬、馬主、生産者や厩舎関係者など競馬関係者が協力して「一般財団法人Thoroughbred Aftercare and Welfare（略称：TAW）」が設立された。今後はTAWが「引退競走馬の養老・余生等を支援する事業」の窓口となり、引退競走馬の養老・余生等に関わる活動をしている団体（養老牧場・NPO法人・乗馬クラブ）等に対し、活動奨励金を交付する助成事業を行っている。
アメリカ合衆国は国内での屠殺は馬の頭数を考えれば比較的少ないが（馬食文化がないことや、馬肉の供給がしばしば違法であるため）、実際にはアメリカ国外に移送してから屠殺されているという。近年、アメリカでは屠殺及び屠殺目的の輸出を全面的に禁じようとする動きも見られる。
オーストラリアでは、競馬統括団体が馬主に対して競走馬が引退した後の計画を報告する義務を課しているほか、ニューサウスウェールズ州などでは全ての競走馬に引退後の引き取り先を用意するよう定めている。しかしながら、引退後の引き取り先から行方不明となる馬が半数近く存在すること、多数の元競走馬を食肉として処理する施設が存在し、国外へ馬肉が輸出される実態がある。

## 競走馬名

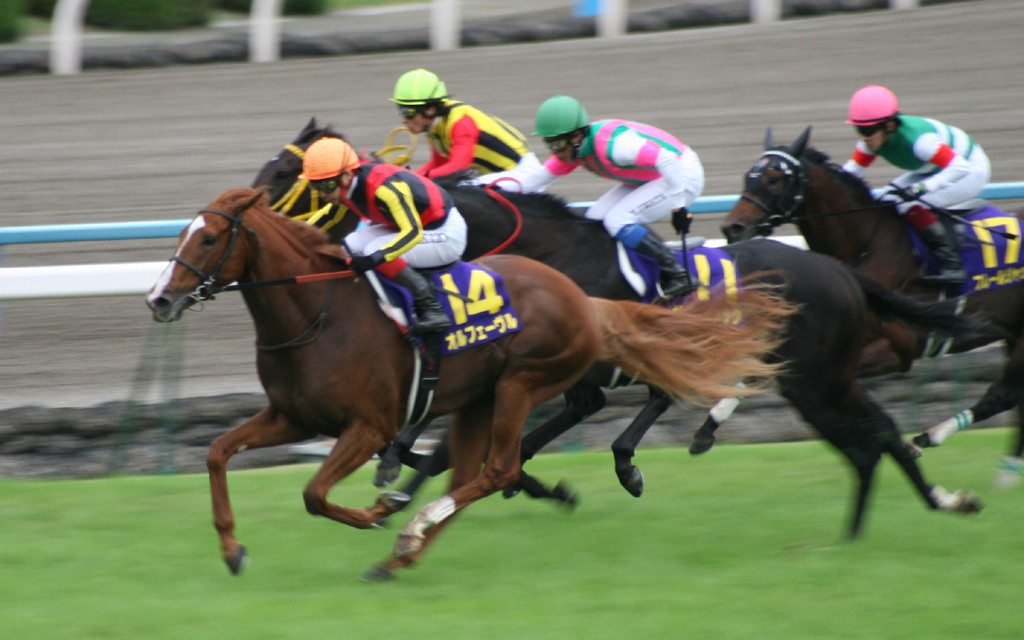
日本の競馬では、競走時に競走馬に番号と馬名が書かれたゼッケンをつけている。第72回菊花賞（2011年）

競走馬は競馬に出走するにあたり馬名登録を済ませることが義務付けられている（馬名登録義務）。相撲で言うところの四股名に相当する。
日本において馬名登録をするには、ばんえい競馬を除いて公益財団法人ジャパン・スタッドブック・インターナショナル（JAIRS、2010年11月30日までは財団法人日本軽種馬登録協会）による馬名審査を通過しなければならず、馬主の申請に対して「馬名登録実施基準」に基づいた審査が行われる。不適とされた馬名は登録できず、変更を求められる。日本における馬名登録の時期・方法については、以前はトレーニングセンター（中央競馬の場合美浦・栗東）に入厩するか、産地馬体登録検査をするときにJRAに申請して正式登録となったが、2002年からJRA、NAR（地方競馬）の全ての競走馬登録を（日本軽種馬登録協会→）JAIRSが一括して行うようになり、血統登録証明書が発行され次第（概ね1歳7月以降）馬名登録ができるようになった。

### 馬名登録のルール

#### 世界におけるルール
競馬と生産及び賭事に関する国際協約（通称：パリ協約）により、アルファベット18文字（空白、記号を含む）までと決められている。ドイツでは、その競走馬の競走馬名の1文字目は、母親と同じ文字でなければならない。香港ではアルファベットの馬名の他に漢字表記（4文字以下）の馬名も登録する。なお、香港ジョッキークラブでは、ジャパンカップや凱旋門賞といった香港域外の主要競走の馬券を独自に販売しているため、香港で出走したことがない競走馬に対しても漢字表記が設定される場合がある。
なお、馬名登録は各競馬管轄区で行われるため、異なる国で同世代に同名馬が誕生するケースがある。近年では2022年6月12日にアイルランドのゴーランパーク競馬場で同じレースに同一名の馬（ともにSierra Nevada）が出走した。一方はアメリカで馬名登録された3歳牝馬で、もう一方はアイルランドで馬名登録された4歳牝馬であった。このような場合には混乱を避けるために出馬表の馬名の後ろに出生国が付される。1835年にはイギリスのダービーステークスで同名馬（ともにIbrahim）が出走したケースもあった。

#### 日本におけるルール
アルファベット18文字（空白を含む）以内、かつカタカナ9文字以内。アルファベットの馬名とカタカナの馬名を併せて登録する。
パリ協約調印以前に付けられた馬名の場合、アルファベットの馬名は18文字以内とは限らない（「ニホンピロムーテー」Nihon Pillow Moutiers…21文字、「ニホンピロウイナー」Nihon Pillow Winner…19文字 など）。

##### 馬名に使用できる文字
カタカナのみ。1928年以降カタカナに統一される。
それ以前の20世紀初頭までは漢字の馬名があり、その後も「第一」、「第三」などのついた馬名は認められていた。またかつて、「ザ・キング」、「ザ・ビクター」、「ラ・フウドル」、「ビギンザ.オー」など、約物の中黒やドットを含む馬名が認められていた時期もあった。
- 歴史的仮名遣いの「ヰ」・「ヱ」については、過去に使用例（「スウヰイスー」「ダイヱレク」など）があったが、現在では「昭和61年7月1日付内閣告示第1号による現代仮名遣いに限る」と定められているため使用できない。
- 「ヲ」についても戦前に使用例（「ヤマトマスラヲ」「イサヲ」など）があり、戦後に「ヰ」・「ヱ」と同様の理由により使用禁止となったが[要出典]、1997年より再び使用が認められた。同年にデビューしたエガオヲミセテが解禁後最初の「ヲ」馬名の馬となった[33]。登録基準上は助詞として正しい用法でなければ使用できないとされているが[34]、実際はそれ以外の「ヲ」も稀に使用されている（「ゼンノスサノヲ」など）。
- 「ハ」については「は」と「わ」、「ヘ」については「え」と「へ」、各カナ共に両方の読みが可能である（「オレハマッテルゼ」、「ミライヘノツバサ」など）。
- 「ヴ」については、1960年の東京牝馬特別を制したヴァイオレットなど広く用いられていた[35]。しかし、「ブ」と紛らわしいとして1962年6月に馬名への使用が禁止となった[35]。1990年1月より「外来語として原音の意識がなお残っているもの（元の単語がアルファベット表記で「V」を使用しているものなど）」に限り使用が認められ、1月11日にヒルゼンヴァリー、ミリオンスタイヴァの2頭が解禁後第一号の登録となった[35]。「ヴ」馬名の初出走は同年2月4日にデビューしたヒルゼンヴァリー[36]。ただし血統馬名、繁殖牝馬ではそれ以前からも認められていた例がある（「ネヴァービート」など）[35]。
- 促音・拗音については、中央競馬では1968年9月21日より使用を認めた[37]（「カツトップエース」など）。リュウズキのように使用可能になるまでリユウズキと大文字で代用していた例もある。しかし地方競馬では1990年まで使用が認められておらず、例えばオグリキャップも笠松所属時は「オグリキヤツプ」と称していた。血統登録でも同年より使用を認められるようになったため、それ以前に繁殖登録された促音・拗音の付いた競走馬は全て大文字で登録されている（サツカーボーイ、マツクスビユーテイ、メジロデユレンなど。読みは競走馬時代と同じ）。
- 戦前までは馬の徴発を目的とした馬籍法の関係で生後30日以内に馬名を登録する必要があった。この「血統名」と競馬会に登録する「競走名」は生産者が馬名登録しない限り通常異なる名前となる。そして特に牝馬の場合は繁殖入りした際に血統名を使用することが一般的のため、競走名と血統表に残る名はその多くが関連しなかった。血統名については漢字を使用することも可能である。例を挙げると下総御料牧場では毎年勅題の中の一字と母馬の最後の一字をあてる。1932年（勅題は月）産まれの星友の仔→月友、1940年（勅題は年）産まれの賢藤の仔→年藤（クリフジ）となる。一方で父の名の頭に第一、第二、第三…と連番を打つだけの血統名もあり、シアンモア産駒では第二シアンモア（ヨネカツ）、第六シアンモア（オオツカヤマ）、第七シアンモア（ワコー）、第十シアンモア（エーシアンモア）などが血統名で種牡馬入りするなど混乱をきたしたため、1941年以降は種牡馬については競走馬名を使用することになった[要出典]。
- 同名の繁殖馬が同時期に複数いた場合、「○○II（2）」（読み方は「○○ツー」「○○セカンド」）[38]と、ローマ数字を付加して区別して紹介される事例がある。過去に「エンタープライズII（2）」、「ロイヤルアカデミーII（2）」、「シアトルダンサーII（2）」「クリエイターII（2）」や、「アルデバランII（2）」などがある。

##### 馬名に使用できる字数
2文字以上9文字以内。1937年に「7文字以内」の字数制限が設けられ、戦後に「9文字以内」に変更された。10文字馬名の競走馬は、1936年の第4回農林省賞典障害（春）優勝馬・「ジユピターユートピア」などが存在する。戦前で最も長い馬名は「ナンバートウエンチーシキス」と「ゼスカーレツトピンパーネル」でいずれも13文字である。また、2002年より10文字以上の馬名のほかに1文字の馬名も正式に禁止となった。1文字馬名の競走馬は、1934年春デビューの「ヤ」（青毛牝4歳、血量69.5%のアングロアラブ、「矢」が語源）が唯一。正式に禁止されるまでは、発音などに難点があるため使用しないように指導していた。
9文字以内という字数制限のため、「カツラノハイセイコ（ー）」「メイショウビ（ク）トリア」「マチカネタンホイザ（ー）」「ファビ（ュ）ラスラフイン」「ハートランドヒリュ（ウ）」「カルストンライトオ（ー）」「オウケンブルースリ（ー）」「リバティ(ー)アイランド」など単語の一部の字を割愛して登録した馬名も存在する。
日本以外で登録された競走馬を日本に輸入した場合、カナ転記の際には文字数による制約を受けない。しかしジャパンカップなどの国際招待競走に出走する輸入馬がカナ馬名にで9文字を超える場合に、日本国内のシステムが対応できずに10文字目以降が省かれてしまう場合がある（例：サイレントウィットネス（Silent Witness） - 9文字目までの「サイレントウィット」しか表示されなかった）。

##### 使用できない馬名
- サラブレッド造成から今日まで、功績を残した著名な馬の馬名[27]
- 国際保護馬名[27]（後述）
- 日本国外の重要な競走の勝馬の馬名[27]

カタカナ表記では異なっても、英表記にした際にこの項に抵触するという理由で許可されない例もある。
日本国内に「バルバロ」という、ケンタッキーダービー優勝馬「バーバロ（Barbaro）」と英表記で同一になる競走馬がいる。「バルバロ」は「バーバロ」と同じ2003年生まれで、「バーバロ」が活躍する以前に馬名を登録されたことから問題はなかった。ただし、「バーバロ」が活躍した現在では、「バルバロ」の登録抹消後5年を経過しても「バルバロ」という競走馬名は英表記で「Barbaro」となることから認められない。
2001年にニュージーランドで生まれた香港所属の「アルマダ」（Armada。以下、香港のアルマダ）が2008年の安田記念に出走して2着となった直後、日本で2006年に生まれた牡馬に同じ名が付けられ競走馬登録された。「アルマダ」が国際保護馬名に該当しないために起こったもので、2009年に香港のアルマダが安田記念への出走を決めた際に、2頭をどう区別するかが問題となった。対応策として、2009年の安田記念にて発券された香港のアルマダの単勝・複勝・応援馬券には、「アルマダ（NZ）」と生産国の略号が加えられた。
- 2008年以前の中央競馬GI競走及びJpnI競走（2歳時の競走は、1991年以降）、中山グランドジャンプ並びにダート競走格付け委員会により格付けされた地方競馬のGI競走及びJpnI競走の勝ち馬の馬名[42]。

以上4項の例外 - 冠名など別の単語を付け足した馬名は認められることがある（シンザン→ミホシンザン、ベガ→アドマイヤベガといった例がある）。
1989年生まれのヒシマサルは、1955年に生まれたヒシマサルが安田記念などに勝利して種牡馬にもなっていたため馬名登録できなかったが、アメリカで「Hishi Masaru」として血統登録を行った上で輸入することにより、これらの問題を回避したいきさつがある。
ゴールドシチーは1986年のGI競走阪神3歳ステークスの勝ち馬であるが、1991年以前の2歳（施行当時の馬齢では3歳と表記）GI競走であったこと、更に種牡馬にならず乗馬としての訓練中に1990年に死亡したため、2016年に全く同じ名前の「ゴールドシチー」がデビューしている。
- 日本の競走馬の系統上、特に有名な種牡馬または繁殖牝馬の馬名
- 父もしくは母の馬名と同じ馬名
- 特定の個人・団体名など宣伝（営利）目的のような馬名[27]

例外 - 馬主自身の名称や商標については冠名として認められる（「オンワード」・「サクラ」・「ニホンピロ（ー）」など）。
- ブランド名、商品名、曲名、映画名、著名人などが含まれる馬名。

過去には「トヨタクラウン」のように既存の商品名をそのまま馬名にしたものや、「ヒヤキオーガン」（2頭存在）・「タチカワボールペン」・「マルマンガスライタ」のように、馬名を商品の広告宣伝に利用する事例が存在したが、このような馬名は1964年から原則として禁止になった。
特許は存在するが商標登録されていない物や、商標登録されていたのが期限が切れて更新しなかった商標の普通名称化された物（普通名詞になったもの）は、認められることがある。
著名人では「リンカーン」「シャラポワ」「ペリー」「シンゲン」「オオタニサーン」「ショウヘイ」などフルネームでない場合や、キングカメハメハのように若干捩りをいれたり、著作権に触れないフルタイトルでない作品名（あるいは、その作品の登場キャラクター）、冠名を伴う馬名は公式には別の由来として登録するなどの手段で認められることがある。1980年代半ばに「プリンセスナウシカ」、1990年代には「サザンシルフィード」、2000年代には阪神ジュベナイルフィリーズ勝ち馬「テイエムプリキュア」、2010年代は「ジャスタウェイ」、2020年代は「ハッピーミーク」など、その時代の漫画やアニメのヒット作を感じさせる馬名も存在した。また世界的に有名な企業と同名であっても、一般の英単語であれば認められることも多い（「トランセンド」（Transcend）=「卓越する」という動詞）。
- 馬の性別にそぐわない馬名

1976年に輸入されたRaise a Ladyというアメリカ産種牡馬が日本ではレイズアボーイという名前に改名された例がある。
例外 - 「ウズシオタロー」「オンナウルトラマン」のように牝馬でありながら認められた例もある。「トムボーイキャット」（tomboy=おてんば娘）や「オトコマサリ」など、単語の一部に異性を表す言葉を含んでいても単語全体が性別と一致する場合は使用可能。また「アドマイヤベガ」は母「ベガ」の馬名を含んでおり、由来である恒星ベガには日本語では「織女星」の別名があるが、原語では性別を表す語を含まないため認められた。
- 公序良俗に反する馬名[27]

いわゆる放送禁止用語に該当するような言葉を含む馬名。ただし一見そのように見える言葉を含む馬名でも「チェリーコウマン」（馬主が有限会社弘馬〈こうまん〉であることに由来）や「キンタマーニ」（インドネシアの地名・キンタマーニに由来）のように、冠名としての利用や正当な馬名意味として証明できる場合には認められる場合がある。
- 再使用禁止馬名以外で、現役馬・登録抹消馬・種牡馬・繁殖牝馬に類似する馬名（特に1文字違いや発音）

却下例 - 「チョウカイテイオー」（「トウカイテイオー」に発音が似ている。チョウカイは冠名）
却下例 - 「モルフェーヴル」（「オルフェーヴル」に発音が似ている。オルフェーヴル産駒、モルフェは冠名）
採用例 - 「ナイキシャトル」（「タイキシャトル」に発音が似ている。本馬の馬主は97〜98年産はナイキを冠名にしている）
採用例 - 「クラローレル」（「サクラローレル」から頭の1文字を削った。クラは冠名）
- 競馬用語・競走名などと同一もしくはそれらが含まれる馬名

実況放送で紛らわしく混乱が起きる懸念があることから認められない。小田切有一が「ニバンテ」という馬名を申請したことがあるが、この理由で却下された。同様に地方競馬全国協会においては馬名の末尾にゴオ、ゴウ、ゴー、を用いないという制約もあった（2002年よりこの規定は削除された）。すなわち場内放送などで「○○号の進路が…」などという場合に不都合で紛らわしいからである。
競馬関係者の名前や通称として用いられているものも同様に認められない（例：「アンカツ」など）。過去には1971年生まれの競走馬に「タケユタカ」が実在した例はあるが、これも武豊という騎手がいる現在では馬名として登録できない。なお、競馬関係者以外の名前は登録が認められており、「ホウショウリュウ」（豊昇龍）という2023年生まれの馬が存在している。
- カタカナ表記では異なる馬名でも、アルファベット表記では同一もしくは類似となる馬名

以下の条件については、次の一定基準期間を満たさないと馬名の再使用ができないものであるが、その基準年数を超えた場合であっても、上記GI級競走や主要国際競走優勝馬、及び国際保護協定馬と同じ馬名の再使用は認められない。
- GII優勝馬・GIII優勝馬の馬名（登録抹消後10年を経過しないと再使用できない）[27]

1968年の金鯱賞を制したローエングリン（1965年生まれ、父・タリヤートス、母・トサモアー）の馬名を再使用した1999年生まれのローエングリンは、中山記念やマイラーズカップなどに勝利した。なお、厩舎、馬主とも両馬との関係はなかった。このほか「コンチネンタル」「スズホープ」「ホワイトアロー」などの馬名が再使用されている。
- 過去に登録された馬名（登録抹消、あるいは死亡後5年を経過しないと再使用できない）[27]

1971年年度代表馬「トウメイ」のように、元々は「メイトウ」にしたかったがこの規定のために使えず、急遽メイとトウをひっくり返して馬名にした例がある。
登録抹消後5年を過ぎれば、他の制限に掛からない限りは自由に使用できる。このことから、同じ馬主が再度使用したために、近親に同名馬が存在する例もある。実際の例としては「トウカイスバル」があり、1987年生まれの「トウカイスバル」の母トウカイナチュラルと、2003年生まれの「トウカイスバル」の母トウカイローマンは姉妹（ローマンが姉）で、2頭の「トウカイスバル」は従兄弟の関係にある。
- 馬名変更前の旧馬名（変更後2年を経過しないと再使用できない）
- 繁殖登録された馬の馬名は、以下のいずれかの条件を満たさないと再使用できない。
  - 種牡馬の場合 - 死亡後15年が経過する、最後にその馬を父とする産駒が産まれてから15年が経過する、満35歳になる

1989年生まれのヒシマサルは2002年が最後の産駒生産となった（2018年死亡）。使用可能となった2016年に、2014年生まれのヒシマサルが登録された[55]。
  - 繁殖牝馬の場合 - 死亡後10年が経過する、最後に産駒を産んでから10年が経過する、満25歳になる

##### 馬名の変更
競走馬登録前であれば、何度でも可能である。競走馬登録後は年齢にかかわらず、初出走前に1回に限り変更できる。初出走後はいかなる理由があっても、変更することはできない。
なお、1982年までは2歳時であれば1回に限り、初出走後も馬名を変更することができた。主な例としてトキノミノル（旧名：パーフェクト）、ダイナナホウシュウ（旧名：タマサン）などが挙げられる。また、戦前であるが1942年横浜農林省賞典四歳呼馬優勝馬・アルバイトが、トレードの際に馬名をクリヒカリに変え、翌年（1943年）の帝室御賞典（秋）を制した例がある。さらには初出走後に中央競馬から地方競馬、または地方競馬から中央競馬に移籍した際にも馬名の変更が認められていたが、中央競馬では1982年8月以降は同名馬がいた場合などの例外を除いてできなくなり、地方競馬においても2010年現在は認められていない。（前述のように2002年以降登録申請先がJAIRSに一本化されているため、中央⇔地方の転籍に伴う同名馬の存在はなくなっている。）
1986年の富士ステークスとジャパンカップに出走した「ウェイバリースター」（Waverley Star）は、翌1987年にニュージーランドからオーストラリアに移籍したが、オーストラリアでは同名馬がいたことから「アワウェイバリースター」（Our Waverley Star）の名で出走した。日本には同名馬はいなかったが、1987年の富士ステークスとジャパンカップにおいても「アワウェイバリースター」として出走した。
近年においては日本出身馬のオーストラリアへの移籍が活発になっているが、2017年の函館2歳ステークスの勝馬「カシアス」の豪州移籍時は移籍時に既に同名馬が居たことから日本語由来の「ケモノ」（Kemono）の名前に変更されている。

##### アルファベット表記
アルファベット表記についてはかつてはローマ字のみを採用しており、また促音の「ッ」が「ツ」（TSU）として扱われるなどしていたが、1982年に出された「馬名登録改善案」の実施後は外国語に由来する単語については原則として原語を用い、ローマ字についても一部の長音を表記しないなどの対応がなされた。雑誌『優駿』では改善の例としてホウヨウボーイのアルファベット表記（HOUYOU BOH-I→HOYO BOY）が紹介されている。
ローマ字のつづり方は外来語を除いてヘボン式に従うが、前述のように18文字以内の規制があるため、シ・チ・ツについては字数オーバーとなる場合に限りSHI・CHI・TSUではなくSI・TI・TUと表記することが認められている。例としてマチカネフクキタル（MATIKANEFUKUKITARU）がある。

### 珍馬名
従来、馬の名前には、主にスピードや強さを表す語（パワー、スピード、ハヤテ、ハヤト、ストロング、サンダーなど）が良く使われていたが（ほかには星座やギリシャ神話の神、牝馬のレディ、フラワー、ガールなどの英単語はあったが、日本語のフレーズはジョオー、ヒメなどを除きほとんど使われていなかった）、1990年代以降は単なる漢語や和語、フレーズなどをそのまま馬の名前にした、いわゆる「珍名馬」が増加している。
代表例は、2006年の高松宮記念を制した「オレハマッテルゼ」を始めとする小田切有一の所有馬（俗にオダギラーと呼ばれる）、「マチカネ」の冠を付けた馬を所有する細川益男（マチカネワラウカド、マチカネフクキタルなど この2頭も含め、一部は一般公募で命名）、同じく「シゲル」の冠名で知られた森中蕃とその関連会社のブルアンドベア（シゲルピンクダイヤ、シゲルジュウヤク、シゲルスダチなど）、鹿児島の生産者である「テイエム」の冠名の竹園正繼（主に九州産馬、テイエムチュラサン、テイエムトッパズレなど）、実業家の岡浩二（アカイイト、ヨカヨカ、オオバンブルマイなど）。医師の國分純（ウキヨノカゼ、ドコフクカゼ、オオタニジムチョウなど）、同じく医師の内田玄祥（イロゴトシ、アナゴサン、オバケノキンタなど）といった馬主は特色ある珍名馬を名付ける名物馬主になっている。
地方競馬でも南関東・浦和競馬に「スモモモモモモモモ」（李も桃も桃）や岩手競馬に「ナナナナナイロ」といった実況者泣かせの競走馬も散見される。
一連の「珍名馬」増加の背景には、日本語のフレーズを馬の名前に最初に採用した小田切の影響、あるいは国際レースの増加に伴う海外の馬との名前の重複の可能性の回避などが強いと言われている。

### 国際保護馬名
国際保護馬名（International list of protected names）は、過去の優秀な成績の競走馬や主要な種牡馬や繁殖牝馬との馬名の重複を防ぐために国際競馬統括機関連盟（IFHA）によりアルファベットで登録され管理されている。
2005年以降の登録基準は以下の通りである。
- 主要な国際競走11レース[† 10]（ジャパンカップ、カルロスペレグリーニ大賞、ブラジル大賞、メルボルンカップ[† 11]、ドバイワールドカップ[† 12]、香港カップ、凱旋門賞、キングジョージ6世&クイーンエリザベスステークス、アイリッシュチャンピオンステークス、ブリーダーズカップ・クラシック、ブリーダーズカップ・ターフ）の優勝馬。
- 国際血統書委員会が申請した主要な種牡馬・繁殖牝馬
  - 繁殖牝馬の登録基準は産駒にG1[† 13]勝ち馬が2頭、他に1頭のブラックタイプ[† 14]が存在。
  - 種牡馬の登録基準は産駒にG1[† 13]勝ち馬が15頭以上。
- 競馬統括機関が申請した優秀な成績の競走馬。
- ロンジン・ワールド・ベストレースホース・ランキングに基づいた、ロンジンワールドレーシングアワードにおける受賞馬（2019年以降[59]）。

以下、日本調教馬・日本国内の種牡馬（輸入種牡馬含む）及び繁殖牝馬における選出例を挙げる（対象競走優勝馬除く）。
- 1973年（TAKE HOPE）〜1990年（INES FUJIN）の間に開催された東京優駿の優勝馬
  - MR C.B.、KATSURANO HAISEIKO、OPEC HORSEなど。
- 優秀な成績の競走馬
  - ORFEVRE（2011年の三冠馬）、LORD KANALOA（香港スプリント連覇を含む短距離GI6勝）、CONTRAIL（2020年の三冠馬）[† 15]
- 主要な種牡馬
  - NORTHERN TASTE（国内リーディングサイアー通算10回）、AGNES GOLD、KING KAMEHAMEHA
- 主要な繁殖牝馬
  - CESARIO、HALWA SWEET、CHRYSOPRASEなど。
- ロンジンワールドレーシングアワード受賞馬。
  - EQUINOX（2023年ジャパンカップのレーティングにおいて、135ポンドを獲得）
- その他（著名馬など）
  - SHINZAN（1964年の三冠馬）、HAISEIKOなど。

一方で、ST.LITE（1941年の三冠馬）、NARITA BRIAN（1994年の三冠馬）やOGURI CAP（顕彰馬）が未登録など必ずしも一貫して申請・登録されてはいない。

### 幼名
主にセリ市で用いられる幼名については現在は「母の名前+誕生年」のパターンがほとんどで、縁起を担ぐために「ハツラツ」と言う名を与えられたオグリキャップのような例はまれとなっているが、血統名でも同様の例がある（「松風」 など）。メジロ牧場では母親の名前から一字取り、なおかつ、毎年違う漢字を一字付けて幼名にしている（メジロドーベルの子にはすべて「飛」の文字が入っている）。また幼名をそのまま競走馬名にする場合もまれにある（「クサタロウ」や「オグリワン」など）。また、幼名と繁殖名が同じで、競走馬名だけ異なる馬も存在する（「クリフジ〈年藤〉」など）。
また、広く知られるところでは、その誕生から馴致・育成に至るまでの期間をJRAのイメージCMでドキュメント形式で放映された幼名「カゼノオー」というサラブレッドが、1996年にそのままの名前で競走馬登録されたことがある。
なお、前述したように、繁殖馬・種牡馬で過去に同名馬があった場合、「○○II（2）」と区別して紹介される事例がある。

### 歴史
近代競馬以前、競走馬はオーナーの名前で区別することが一般的だった。
三代父祖のバイアリータークは「バイアリー氏所有のトルコ馬」、ゴドルフィンアラビアンは「ゴドルフィン伯所有のアラブ馬」、ダーレーアラビアンは「ダーレー氏所有のアラブ馬」という具合である。ほかにはカーウェンズベイバルブ（カーウェン氏所有の鹿毛のバルブ馬）、ダーシーズホワイトターク（ダーシー家所有の白いトルコ馬）など。馬主が変われば呼称もかわるため、同一馬が複数の異なる名称を持つこともある。
名前がない馬に、後年固有名詞が与えられることもある。例えば、英クラシック競走のセントレジャーステークスの第一回勝者はアラバクーリアとされることが多いが、かなり後年になってからつけられた馬名であり、当時は名前がなかった。

## 競走馬の適性
前述のように競走馬は両親の血統などに基づいて距離に対する適性が推測され、実際に競走を重ねるにつれて、競走を行うにあたっての適性が次第に明らかになる。そうした適性について記述する。

### 距離に関する適性
日本においては、競馬の競走は現在では平地競走は最短800m最長3600m（過去は4000mのレースが存在した。中山競馬場では4000mのコース設定が現存する）、障害競走は最長4250mの距離で行われる。競走馬にはそれぞれ、得意とする距離のレースがある。距離に関する適性は競走馬自身の走法や体型、気性、体質などのさまざまな要因の影響を受ける。競走馬生活を送るうちに走法や気性が変化し、それに伴って距離適性が変化する競走馬もいる。

#### 得意距離による馬の呼称
一般に、短距離戦を「スプリント（Sprint）」、長い距離での持久力を「ステイ（Stay,Staying）」能力等と言う。どのぐらいの距離を短距離・長距離とみなすかは時代や国によって大きく異なる（詳細は距離 (競馬)参照）。近年では1200メートル前後の距離を「スプリント距離」、1600メートル前後の距離を「マイル」などと定義するのが一般化している。
短距離を得意とする競走馬をスプリンター（sprinter）、1マイル（約1600m）前後の距離を最も得意とする競走馬をマイラー（miler）、長距離を得意とする競走馬をステイヤー（stayer）と呼称する。

### コースに関する適性

#### 馬場の種類に関する適性
日本では芝とダート、2種類のコースによってレースが行われる。芝コースを得意とする競走馬を芝馬、ダートコースを得意とする競走馬をダート馬という。どちらのコースも得意である場合は芝ダート兼用、あるいは万能などと表現される。近年の日本では競走馬を芝あるいはダートの一方に絞って出走させる傾向が強く、芝・ダート両方でグレードワン競走を勝利するような万能馬は稀である。万能馬の例としてはアグネスデジタル（芝で天皇賞（秋）等、ダートでフェブラリーステークス等を勝利）などが挙げられる。また、芝コースでの成績が伸び悩んでいた馬が、ダート転向した結果適性が見出されて大成するという例も少なくなく、中にはホクトベガ、アドマイヤドン、カネヒキリのように、ダートのトップホースにまで上り詰める事例もある。
ダートに関しては競馬場によって砂質や砂の深さに違いがあり、ダート馬であるからといってあらゆる競馬場のダートコースに対応できるとは限らない。砂質は具体的には海砂と川砂に大別され、砂の採取地によっても走行時の感触などが異なってくる。またアメリカのダートコースは押し固めた土で構成されているため日本のダートとは要求される能力が異なり、むしろ日本の芝コースのようなスピードが要求される。逆にアメリカのダートで活躍した馬の仔は日本の芝で活躍しやすい傾向にあり、日本で活躍する外国産馬の多くがアメリカ産である。
芝に関しても競馬場によって使用している芝の種類や産地が異なっており、また、季節によっても異なっている。本州、九州にある競馬場では野芝と呼ばれる日本を原産地とする芝を使っている。これに対して北海道にある札幌競馬場と函館競馬場は緯度が高く、平均気温が本州、九州にある競馬場よりも低いため、洋芝と呼ばれる海外原産の芝を使用しており、ケンタッキーブルーグラスなどの寒冷地に合うものを使用している。また野芝を使っている競馬場でも冬期は芝が休眠状態に入り冬枯れを起こすため、イタリアンライグラスなどの洋芝をオーバーシードすることで1年中緑色の馬場を保つことができるようになった。このように同じ芝でも競馬場によって違いがある。北海道開催では洋芝巧者と呼ばれる馬が活躍する例があり、函館記念を3連覇したエリモハリアーなど北海道で一変する活躍を見せる馬も存在する。また、欧州遠征の試金石として北海道でのレースで適性を判断するという例もある。

#### 馬場状態に関する適性
競走馬の中には降雨や降雪によって悪化した馬場状態（不良馬場と呼ばれる）での競走を得意とするものがいる。そのような競走馬を道悪巧者、重巧者、不良巧者などと表現する。また、馬場状態がよくとも芝が踏み荒らされているなど、悪条件での競走を得意とする競走馬もいる。逆にこのような不良馬場や荒れた馬場を苦手とする馬も多く存在し、グレードワン競走を多数勝利するような超一流馬でも、不良馬場では力を発揮出来ずに格下相手に惨敗することも珍しくない。このような馬場状態に関する適性については、蹄の形状・馬自身の性格（泥などが顔に掛かるのを嫌うなど）・走法等が影響していると言われ、不良馬場を得意・苦手とする血統も存在する。一般に芝の場合、馬場が悪化すると"脚抜け"が悪くなってより多くのパワーが必要とされ、走破時計が遅くなる。逆にダートの場合は馬場が悪化すると"脚抜け"が良くなり、より多くのスピード・瞬発力が必要とされ、走破時計が速くなる。

#### コースの勾配に関する適性
競馬場の中にはコースの一部（主にゴール前直線区間）に急な勾配をもつものがあるが、そのようなコースを苦手とする競走馬もいる。そのような競走馬は勾配のない平坦なコースでよりよい成績を挙げるため、平坦巧者と呼ばれることがある。

#### 左回り・右回りに関する適性
競馬の競走は、競馬場によってコースを右回りに周回する場合と左回りに周回する場合とがあるが、いずれかを苦手とする競走馬がいる。逆に、左回りが得意な馬もおり、左巧者などと言われる。なお、一般に競走馬は左回りに周回する場合のほうが右回りに周回する場合よりも早く走ることができるとされる。ちなみにヒトも多くの人は左回りの方が周回しやすいと言われている。ディープインパクトの場合、敗戦経験のあるレース（有馬記念と凱旋門賞）はどちらも右回りのコースだった。
持ち回りで開催される南関東公営競馬の4場では大井競馬場だけが右回りレースを開催しているため、大井巧者や逆に大井下手と呼ばれる馬が存在する。

#### コースの大きさに関する適性
競馬場のコースの大きさは様々であるが、普通はコース用地が広ければコーナーの曲線はより緩やかになり、小さければより急になる、周回距離も同様である。このカーブが緩やかで周回距離の長いコースを一般に大回り、コーナーが急で周回距離の短いコースを小回りと評するが、どちらかを得意にしたり、苦手とする馬がいる。
上記のコースの形状に関する様々な適性が組み合わされることにより、特定の競馬場を得意（あるいは苦手）とする競走馬も存在する。
例えばシーイズトウショウなどは「平坦」「左回り」「小回り」の3拍子が揃った2012年改装前の中京競馬場で良績を挙げていたことから中京巧者と呼ばれたり、「右小回り」「短直線」「急勾配」といった要素が揃った中山競馬場を、13戦8勝（うち、有馬記念を含む重賞6勝）と極めて得意にしていたマツリダゴッホは中山の鬼などと呼ばれていた。
また、川崎競馬場や姫路競馬場のように、小回りながら急なコーナーと長い直線という組み合わせの競馬場では、小回り適性・急コーナーに対する適性と直線の末脚の両方が要求される。

### 障害競走の適性
一般に、障害を飛越する能力の高い馬は障害競走の適性を持つといえる。
日本では多くの場合、平地競走で成績が振るわない競走馬が障害競走に転向するが、平地競走の能力が著しく劣る競走馬であっても、飛越能力が優れているために障害競走で優れた成績を収める例は多い。

## 競走馬の性質・癖
競走馬の持つ性質や癖について記述する。

### 性質

#### 知能
競走馬に限らず、馬は動物の中でも比較的知能が高い。
生物の知性は一般的に脳と全体の比率によって知性の高さが予測できる。そのためただ単に脳の総重量が大きいからといって人間より知性が高いとは限らない。たとえば、知能が高い動物として知られるイルカの脳は人間のそれよりも重量が大きいが、全体の比率が人間よりも小さい。全体の総重量と比較して、脳の比率が馬よりも高い生物には、ヒト、イヌ、サル、ネコなどがいる。
ただし、他の生物と比較して、記憶力は非常に良いという結果がでている。実際に牧場で飼育されている馬などにもそのような姿を見られることがある。
例えば引退後に社台スタリオンステーションにて繋養されていたエルコンドルパサーは、冬に道が凍結していた時にその道で足を滑らせ、怪我は無かったものの転倒してしまった。それからというもの彼は、冬場にその道を通行する際には非常に注意深く歩くようになったという。さらに夏場でも、撒いた水で道路がキラキラと光っているのを見て非常におびえ、ひどいときは恐怖のあまりひざをついてしまうこともあったらしい。
またアメリカの研究者が20セットの図形を用いて馬の学習能力の検討を行った。図形を1セットずつ用意し、そのうちの一方を正解と決め、どれか1セットを馬の前に差し出したときに正しい方を鼻で指し示せば餌を与えるということを繰り返した。これを完璧に覚えるまでの期間は、毎日20分を93日だった。これはイヌやネコと比較しても遅かったが、それ以降同じ訓練を半年間まったく行わなかったにもかかわらず、半年後に同様のテストを行ったところ、正解率は73%という非常に優秀な結果が出た。
さらに、競走馬がレース中にゴール板の位置を意識してレースをするという例は有名である。無敗で日本の中央競馬クラシック三冠を達成したディープインパクトが、菊花賞のレース中に突然ペースを上げるシーンがあった。これは、馬がゴール板の位置を覚えていたため、コースを1周半するレースの1周目のゴール板通過を正規のゴールと勘違いし、そこにたどり着くまでに先頭に立たなければならないと思い込んで馬が勝手にスパートをかけたと、騎乗していた武豊が語っている。ディープインパクトは1周目のゴール板を通過した後に落ち着きを取り戻しており、レースがまだ終わっていないことを理解したと想像されている。
また、同じく無敗の中央競馬クラシック三冠を達成したシンボリルドルフは、東京優駿において鞍上の岡部幸雄がレース終盤の大欅向こうの3コーナーに馬の位置取りが後方で反応があまりにも悪かったために焦って早めにしかけたものの反応せず、鞭を入れてもそ知らぬ顔をしていたという。ところが直線に入ったとたん突然の猛スパートをかけて優勝した。後日岡部は、ルドルフがスパートをかけた時に「しっかり捕まっていろ」とルドルフが言った気がした、と語っている。この経験から、岡部は「ルドルフに競馬を教えてもらった」と語っている。
当然馬が人語を解するわけは無いが、高度な状況判断の能力があり、状況によっては自ら判断を下すということは競馬界では良くあるらしい。
重要なレースが近くなるにつれて、周囲の関係者の様子やカイバの内容によって重要なレースが近いと感じることは良くあることのようで、更に名馬の多くにはレースにあわせて自らの体重を走りやすい程度に調整するといったこともある。

#### 精神
馬は、一般的に臆病でデリケートな性格の動物である。競走馬もこの例外ではなく、突然の大きな音などにおびえたり（上記エルコンドルパサーの例も参照）、驚いて立ち上がったり走り出したりすることもある。過去には競馬場から逃走した例もある（スーパーオトメ）。競馬場のパドックでカメラのフラッシュ撮影や大きな音を出すことが禁じられているのはこのためである。
知能の高さや警戒心の強さなどから、極端に気難しい性格を示す個体も少なくない。育成過程の中で受けたストレスなどが原因の場合もあるが、気性は親馬から先天的に遺伝すると考えられている。例として19世紀末から20世紀初頭にかけて世界的な一大血脈を築き上げた大種牡馬、セントサイモンは現役時代から激しい気性を持つ馬として知られ、産駒の多くにも気性難を伝えた。

#### 物見
競走馬は基本的に臆病な性格で警戒心が強い。特に初めて足を踏み入れた場所や初めて見る対象に対して強い警戒感を示す。これを物見といい、レースや調教において走りに集中できない要因となることがある。これらは調教によって克服することが望ましいが、馬の視界の一部を遮ることで改善を図る馬具（ブリンカー、シャドーロールなど）の装着が認められている。

### 癖
- 咬癖 - 人に噛み付く癖。咬癖がある競走馬の頭部に、赤いリボンや丸い飾り玉をつける場合がある。
- 蹴癖 - 人を蹴る癖。蹴癖がある競走馬の尻尾に、赤いリボンをつける場合がある。なお、馬の蹴りは非常に威力が強く、馬に蹴られたことによって人が死亡したという例も存在している。
- 齰癖（グイッポ） - 空気を飲み込む癖のこと。齰癖をもつ競走馬は疝痛（腹痛）を起こしやすい。
- 熊癖 - 身体を左右に揺らす癖。船ゆすりともいう。
- 身っ食い - 自らの胸部や前脚を噛む癖。
- 前掻き - 前脚で地面を削るような仕草をすること。欲求不満やストレスなどを示す、感情表現の一つと考えられている。

## 競走馬の疾病・負傷
競走馬は馬が罹患する疾病のほか、競走馬に特有または多く見られる疾病や負傷に見舞われることがある。以下、それらについて詳述する。なお、脚部に関する疾病や負傷をとくに故障ということがある。
故障の疾病・負傷が重度のものである場合、競走馬が生命を失うこともある。重度の骨折など回復が困難な故障を発症した場合、当該競走馬に対して予後不良と診断され、薬物を用いた安楽死措置がとられる（予後不良を参照）。また、筋腱の損傷等、治療は可能であるものの、競走による強度の負荷に耐えうる程度まで回復することが見込めないような場合には競走能力喪失と診断され、引退・繁殖馬転向等を余儀なくされる場合もある。

### 脚部の疾病・負傷（故障）
競走馬の故障は、レース中や調教中に発症することが多い。脚部に故障を発症した競走馬は、脚を引きずるなどの歩行異常（跛行）を見せることがある。故障は競走馬の競走能力に影響を及ぼすことが多い。
- 跛行 - 脚に故障・異常を発生させ歩様がおかしくなったことを指す。前肢に起きたものを肩跛行、後肢に起きたものを寛跛行という。肩の筋肉痛、前脚の骨・筋肉・関節部の異常によって走法が乱れた時も跛行とされる。後肢に起きた跛行の場合、骨折・関節の異常・股関節周りの異常が疑われる。
- 骨折 - 完全な破断もしくは粉砕骨折などの重症例では整復・治療が困難なことから大半が安楽死の対象となる。亀裂程度の骨折であれば長期の保存療法を経て復帰できる場合もあるが、そのまま競走馬引退となる例も少なくない。
- 屈腱炎（エビ、エビハラ）
- 骨膜炎（ソエ） - 前肢の第3中手骨（管骨）に起きる骨膜炎が主。成長途上にある若馬が発症し、患部である骨の表面が炎症を起こし強い痛みを伴う。患部を冷やして強い運動を避けること、年齢を経て骨の成長が進むことで徐々に解消される。レーザーによって患部を焼いて固める治療法も存在する。この場合、若馬の前脚部分に黒い斑点が現れるが、月日を経ることで徐々に消滅する。
- 繋靭帯炎
- 球節炎
- 股関節炎
- 捻挫
- クモズレ - 後肢の球節下部にできる円形の傷のこと。馬場の砂などによって発症する。
- 裂蹄 - 蹄壁の一部が裂けた状態の総称で蹄の乾燥や強い衝撃によりおきる。部位によって蹄尖裂、蹄側裂、蹄踵裂、蹄支裂、蹄底裂、蹄叉裂に分けられ、蹄冠部から分裂したものを蹄冠裂、蹄負縁から分裂したものを負縁裂、蹄冠から蹄負縁まで達するものを前裂という。亀裂の浅いものは表層裂、知覚部に達するものは深層裂とに分類される。
- 挫跖 - 蹄底部（まれに蹄叉）に発症する挫傷。人で言う血豆。不整地や硬い異物を踏むことで起きるが、装蹄が原因となることがある。通常、軽度の場合は冷却治療を施すが、感染症などを起こした場合は抗生物質の投与などを行う。
- 蹄葉炎 - 蹄内部の葉状層が炎症を起こして壊死し、蹄骨が蹄壁から分離してしまう疾患。葉状層の炎症は血液循環の阻害により起きる。急性のものと慢性のものがあり、急性疾患で機能障害が残った場合には安楽死の要因となる。
- 蟻洞 - 蹄に蟻の巣のような穴が開くのでこう呼ばれる。蹄葉炎から来ることも多い。

### その他の疾病・負傷
- 筋肉痛、筋炎 - 馬の筋肉痛・筋炎のことをコズミという。重度になると跛行の症状を示したり、筋肉が痙攣するような感覚に襲われ、動けなくなってしまう（スクミ）[63]。
- 疝痛 - 俗に腹痛とよばれるものである。原因は様々であり、主として胃や腸など消化器系の内臓異常・疾病で発生する。代表的な疾患としては過食疝、便秘疝、風気疝、寄生疝、痙攣疝、血栓疝、変位疝などがある。馬は一度食べたものを嘔吐できない身体的構造を伴うので、胃腸に食物・消化物がつまりやすい。その結果、胃破裂などを引き起こす（ナリタブライアンがこの例）。また腸捻転の場合、非常に危険であるので開腹手術など早急な措置が求められる。また、馬がくっさく・グイッポ（馬房にある馬栓棒などを噛んでしまうクセ。空気を飲み込んでしまうので止めるよう調教される）などをしてしまって空気を飲むことでも発生する。馬はデリケートであるため、緊張のあまりひきおこすこともあるようである（ダイワメジャー）。
- 心房細動 - 不整脈の一種だが、健康な馬でも予兆なく競走中に発症し、自然治癒するケースが多い。稀に心不全に至るケースについては、ほぼその場で死亡する。
- 鼻出血 - 鼻血。主に1.運動誘発性出血、2.鼻粘膜からの出血、3.喉嚢からの出血に分けられる。1であれば両側の鼻孔より出血する。強度の運動による血圧の上昇が原因。2は通常片方からの出血。顔面打撲や鼻腔への異物の混入、鼻炎などによる鼻粘膜の脆弱化による出血。3は喉嚢で増殖した真菌により動脈が傷つけられて出血する。大量出血になりやすく、致死性の高い疾患である。
- 熱発 - 馬の平熱は38度ほどだが、発熱をした状態をいう。疲労や輸送などによって引き起こされる。まれに逆体温と呼ばれ朝昼の体温が逆になり（昼の体温が下がる）調整困難となる馬が存在する。競走生活時代のフサイチコンコルドがこの症例であった。
- 熱中症 - 近年の温暖化により、夏季の気候の高温多湿が顕著となり発汗などで体力が消耗し、呼吸が不安定になったり痙攣などの運動症状が起き、最悪の場合は多臓器不全に至るケースがある（北海道で放牧中だったアスクビクターモアがこの症例で死亡している）。中央競馬では競馬場のパドック・待機所などにミストシャワー設置など進めているが、熱中症を発症する馬が増加傾向であり、2024年の競馬からは、夏季の一部競馬場で昼間の時間帯の競走を休止するなどのさらなる対策が進められる[64][65]。
- 喘鳴症（ノド鳴り） - 運動中の異常呼吸音を発する症状。気管入り口の軟骨を開く筋肉の神経麻痺や呼吸器の感染症などにより気道が狭くなることによる。主に左側軟骨で発症する。
- フレグモーネ - 小さな傷口や毛根部から細菌が侵入し発症する化膿症をいう。皮下組織が化膿して腫れあがり発熱して痛みを伴うので薬物投与の上、安静にしなければならない。寝藁の交換を怠る、もしくは調教運動後の馬体を洗った後よく乾燥させないことで感染の危険性が増すと言われている。
- 腰痿（腰フラ、ウォブラー症候群） - 後躯の運動失調や感覚麻痺を主症状とする。生後12～24ヶ月齢の牡の若馬に多く発症し、急激な成長によって生じた頸椎の配列の不整、頸椎関節部の肥厚や骨棘、離断骨片などによる狭窄であり、脊髄が圧迫されることで生じる神経の損傷である。予後は悪く安楽死処分となるケースもあれば、温存療法で約30%の馬がレースに出走できるケースもある[66]。
- 輸送熱 - 長時間の輸送や疲労時の輸送により発症する病気。症状は感冒と同様で疲労・体温の上昇が起き、重症例では肺炎に移行することもある。
- 馬パラチフス
- 馬鼻肺炎
- 馬伝染性貧血 - ウイルス感染によって発症する貧血症。ウイルスの特性上ワクチンが作れないため治療法が存在せず、陽性馬は感染拡大防止という防疫上の観点から摘発淘汰（殺処分）する規定になっていることから、馬にとっては致命的な疾病の一つ。現在の日本は清浄国で、この病気は存在しないが、過去には競馬場厩舎地区での集団感染により競走馬の大量殺処分などの事態が発生したことがある。
- 馬インフルエンザ

## 競走馬のドーピング
ドーピング、すなわち競走成績を向上させる目的で薬物を競走馬に投与する行為は近代競馬が行われるようになった当初から行われていたとされる。古典的なドーピングの手法としてはアルコールやカフェイン、覚醒剤などの投与が挙げられる。
日本の競馬においては競馬法第31条で「競走馬の競走能力を一時的に高める薬品又は薬剤を使用した者」への刑事罰を規定し、中央競馬では日本中央競馬会の競馬の施行等に関する規約第56条・第59条・別表2で禁止薬物が規定されている。

### 主なドーピング事例
- ヒサヨシに関する事例（ヒサヨシ事件）
- キタシバスペインに関する事例（キタシバスペイン事件）
- ステートジャガーに関する事例（ステートジャガー事件）

薬品によってはドーピングの対象となるかどうかについて、主催者によって異なる判断がなされる場合もある（たとえば欧州では自然界に存在しない化学物質全般が対象となるのに対し、日本やアメリカ合衆国では対象とされない化学物質もある）。そのため競走馬が外国に遠征をした際に、遠征元の国では禁止されていない化学物質が遠征先の国で禁止薬物として検出され、処分が下される例もある（治療薬としての投与であるが、例として2006年ドバイワールドカップにおけるブラスハット、同年凱旋門賞におけるディープインパクト）。なお主催者によって禁止指定薬物が異なることはスポーツ界においては一般的であり、禁止指定薬物リストを出場予定の主催者に照会し入手するのが通例である。
競走馬に対して第三者が故意に禁止薬物を摂取させ、ドーピング検査によって失格に追い込もうとする企てがなされた事例も過去に存在する。日本におけるこの種の代表的な事例としてはバスター事件がある。またステートジャガー事件について、この種の事例だったのではないかという見解がある。2018年に発生した岩手県競馬組合の事例でもこの可能性が疑われたため、容疑者不詳のまま刑事告発に至っている。
意図的なドーピングではないものの、過去には競走馬用のサプリメントの製造過程で禁止薬物が混入（コンタミネーション）し、それに気づかぬまま出荷されたサプリメントを競走馬が服用して問題となった事例（2019年の中央競馬競走除外多発事案など）も起こっている。

### ドーピング検査の実際
競走後ただちに競馬場内にある検体所に移動し尿を採取する（上位入線馬のみ）。その検体は即日で競走馬理化学研究所に送られ、検査を行う仕組みである。禁止薬物が検出された場合は直ちに関係者に事情聴取を行い処分を決定する。場合によっては刑事告発もなされる。

## 競走馬生産の歴史（日本）

### 江戸時代
江戸時代、欧州ではいわゆるサラブレッド生産と現代式の競馬が体系化・整備された時期を迎え、鎖国下の日本にも僅かに欧州産の血統管理された馬が輸入された。著名な例としては、1863年に、フランス皇帝ナポレオン3世から徳川家茂に贈呈された26頭の駿馬がいる。このときの1頭である牝馬の高砂は孕仔の吾妻を産む。吾妻の子孫は明治全期を通じて大いに繁栄し、13頭の帝室御賞典競走の勝ち馬を出したほか、1955年の最良アラブに選出されたタツトモや1999年NARアラブ系最優秀3歳馬ハッコーディオスをはじめ昭和、平成の時代も活躍馬を輩出し、現在でも地方競馬の重賞勝馬を出している。しかしながら26頭のうちのほとんどは、間もなく戊辰戦争になり、その後は明治政府関係者が私物化してしまい（「アンドレ・カズヌーヴ」参照）、国産馬の改良には寄与しなかった。この時代には、このような名駿が日本に持ち込まれたにもかかわらず、欧州式の馬産・品種改良の方法論は導入されなかった。近代的な馬産が行われるには、その後を待たねばならない。
横濱競馬場では、設立当初は日本馬と中国産馬によって競走が行われていたが、後に競走馬の質と量を確保する目的で、主にオーストラリアからサラブレッド競走馬が輸入された。当時の日本には血統登録制度が確立されておらず、こうした濠州産サラブレッド（濠サラ）は後に公式な記録がはじまると「血統不詳馬」となった。これらの濠サラは競走引退後に払い下げられ日本各地で繁殖に供されたが、ミラなどの大いに活躍したごく一部の競走馬を除いて血統や競走の記録は失われ、単に「洋種」馬として供用された。高砂や吾妻も同様の扱いを受けており、血統管理と淘汰に立脚した品種改良を目的とする近代的な馬産は、まだ確立されていない。

### 明治時代
明治時代、政府による近代的な産業振興策に基づいて、日本国内では官民による洋式の牧場が各地に開設された。これらの牧場のうち著名なものとしては、内務大臣大久保利通が旧江戸幕府の佐倉牧の取香牧を改良して岩山敬義に監督させた下総御料牧場、北海道開拓使黒田清隆がエドウィン・ダンを顧問に日高に拓いた新冠牧場（後の新冠御料牧場）、三菱財閥が岩手に開設した小岩井農場、八戸に追放された会津藩士・廣澤安任が1872年に興した青森県の広沢牧場などが挙げられる。
これらの牧場では、乳牛・肉牛・綿羊・肉豚などと並び、乗用馬、貨車用馬、農耕馬など様々な目的で様々な品種の馬が輸入され、血統のはっきりしない在来種、洋種（前述の濠サラなど）、血統のはっきりしているアラブ、アングロノルマン、アングロアラブ、ギドラン、ハクニー、トロッターらに混じってサラブレッドが繋養されているといった状態で、これらの交配によって雑種も生産された。この時代にはサラブレッド種牡馬・種牝馬の数が絶対的に不足していたこともあり、競走用のサラブレッドの生産が本格化するのはもう少し先のことで、様々な種の雑種の生産や育成を通じて西洋式の馬産の方法技術を模索していた時期と言える。
明治初期には広沢牧場をはじめ各地に西洋風の方式を取り入れた牧場が創設されたが、これはもっぱら特権を失った士族への授産という性格が濃く、計画的な馬の品種改良には至っていない。体系的な馬産が開始されるのは明治中期のことである。1894年の日清戦争、1899年の義和団の乱、1904年の日露戦争に際し、大日本帝国陸軍は軍馬として在来種を中心とした日本産馬を大陸に連れて行き、西洋の馬との差を痛感することになる。
義和団の乱後の北京では、駐屯する西洋列強の軍馬に比べ、日本産馬は馬力、速度、持久力、悍性と全てにおいて著しく劣っていることが明らかになる。列強の馬に比べると日本産馬は20センチほど体高が低く、走らせると1分で180メートルも引き離された。性質も悪く、日本産馬は集めて繋ぐと暴れ、物資を運ばせれば転倒し、大砲を運ばせれば動きが鈍く、騎手の指示に従わず、牝馬を見れば発情し、銃声に驚いて逃げ出す有様で、西洋列強の軍隊との共同作戦において隊列を乱したり行軍を遅らせたりと列国に多大な迷惑を与え、西洋からは「日本の馬は猛獣か」とか「日本の騎兵は馬の一種に乗っている」と嘲笑された。あわてた軍部は日英同盟を頼って濠州からサラブレッド牝馬を大量輸入するが、これらの馬は結局、戦場には連れて行かれず、民間に払い下げられた。
特に日露戦争の陸戦では日本側の人的損失は甚だしく、戦後の国内世論は西洋並みの優秀な軍馬を育成することが急務であると説き、やがてそれは明治天皇の知るところとなる。1904年に政府内に馬政調査会が設置されて国内各地に官営の種畜場が開設されていたが、馬術への関心が元々強かった明治天皇は元老・伊藤博文に馬匹改良を命じた。1906年には第一次桂太郎内閣直属の馬匹改良を目的とした馬政局が設立、農商務・外務・大蔵・逓信大臣を歴任した曽根荒助男爵が馬政局長官に任命され、軍馬改良を柱とする馬政30年計画が上奏された。馬政局は奨励する種馬の種類として、軽種にサラブレッド、中間種にハクニー、重種にペルシュロンを指定し、これを補うものとしてギドラン、アングロアラブとアングロノルマンを選定した。
これを受けて国営の奥羽種畜牧場では1906年に濠州産馬128頭を輸入、翌年にはインフォーメーションなどの種牡馬を導入した。宮内省管轄の下総御料牧場は（1907年にブラマンテー、サッパーダンスなどサラブレッド種牡馬4頭をイギリスより輸入すると共に、雑種の繋養馬を売却処分した。民間では三菱財閥の小岩井農場が1907年、種牡馬インタグリオーと種牝馬20頭をイギリスより輸入し、本格的なサラブレッド生産に着手した。このとき小岩井農場に輸入された種牝馬のうち、ビューチフルドリーマー、フロリースカップ、アストニシメント、プロポンチスなどの子は特に優秀で、これらの小岩井農場の基礎輸入牝馬の子孫は現在にまで連なる繁栄を示している。